# Pierre Sotoumey
Pierre Ego Sotoumey (* 11. Juni 1955) ist ein ehemaliger beninischer Boxer.
Sotoumey gehörte bei den Olympischen Sommerspielen 1980 in Moskau zu der 16-köpfigen Delegation seines Landes, die aus sieben Boxern und neun Leichtathleten bestand. Er trat im Weltergewicht an und verlor in der ersten Runde gegen den späteren Olympiasieger Andrés Aldama aus Kuba.